# Charles Jeantaud
Pour les articles homonymes, voir Jeantaud.

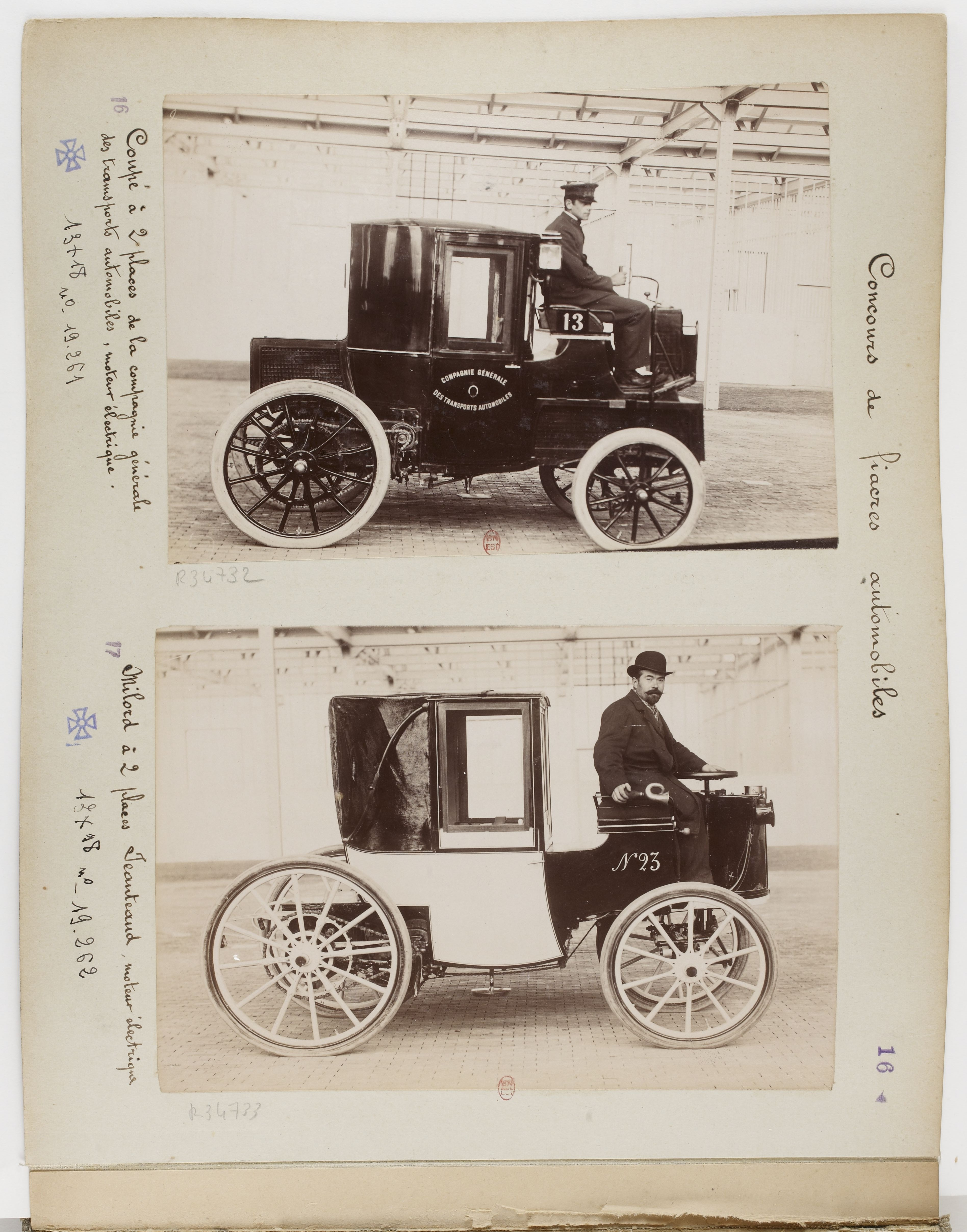
Deux des six fiacres automobiles Jeantaud du concours de 1898.

Charles Jeantaud, né le 23 décembre 1840 à Limoges et mort le 30 novembre 1906 à Paris, est un homme d'affaires et constructeur automobile, spécialiste des moteurs électriques.

## Biographie

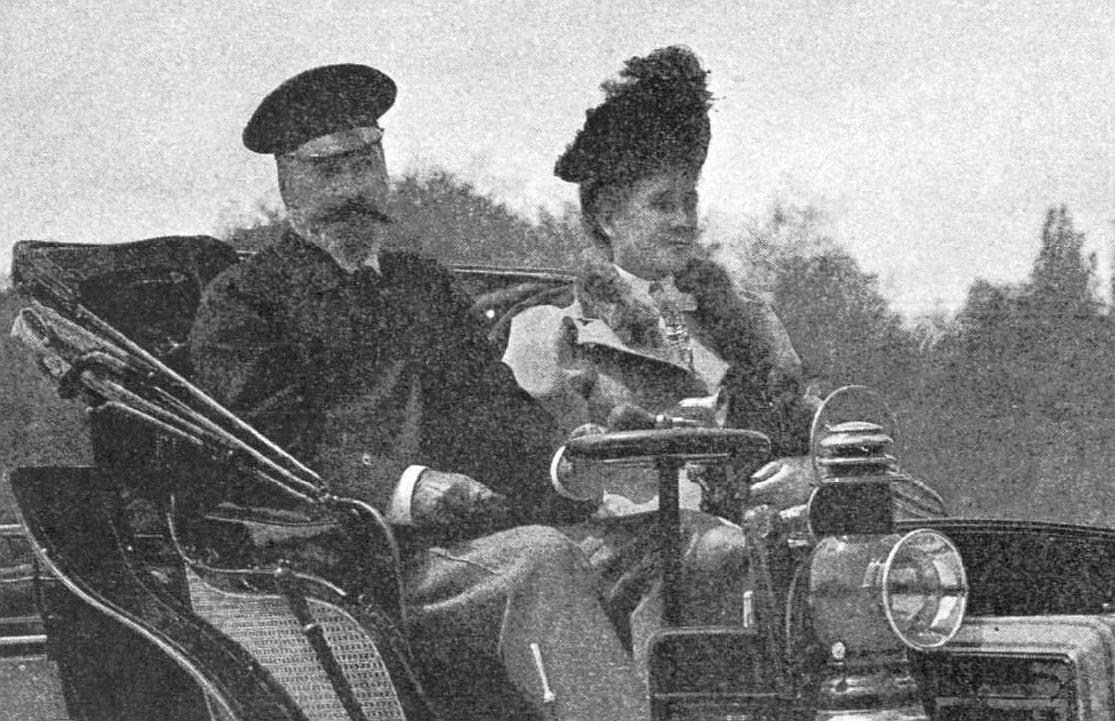
Charles Jeantaud en 1898 (et Mme).

Fils de carrossier, il commence son activité professionnelle à 16 ans en 1856 à Paris, chez Remery-Gauthier & Cie, maison reprise par Bail & Pozzy, puis par Potron.
Ensuite, de la carrosserie Pillon (Champs-Elysées), il passe à la maison Moingeard. En 1884, il reprend à son tour l'entreprise du carrossier Ehler, rue de Ponthieu.
Il s'intéresse entre-temps au secteur des véhicules automobiles dès 1880, et en 1881 il sort sa première voiture automobile électrique, équipée de batteries Faure, la Tilbury. Elle est fabriquée avec l'aide de Camille Alphonse Faure, Gustave Trouvé et de Nicolas Raffard, et est considérée à ce jour comme étant la première voiture électrique alimentée par des batteries (ou accumulateurs). C'est l'époque où Jeantaud élabore également une épure de direction destinée à combler les lacunes du système Ackerman, des essieux dits "tournants", grâce à un "parallélogramme de direction" possédant une géométrie particulière sur les roues directrices (la roue intérieure braquant plus que la roue extérieure). Il invente également le changement de vitesse dit "de Jeantaud-Level, et un système de suspension.
L'un de ses véhicules électriques dispute la course Paris-Bordeaux-Paris de 1895. Il le conduit personnellement sur près de 600 kilomètres, mais il doit abandonner à Orléans pour un problème d'essieu.
En 1898, il participe également, à Paris, à un concours de fiacres automobiles où il engage six véhicules différemment conçus. En milieu d'année l'une de ses créations était aussi alignée lors Paris-Amsterdam-Paris, où elle devait abandonner.
Jeantaud obtient deux records du monde de vitesse terrestre, le 17 janvier 1899 (avec un modèle Duc, pour la toute première homologation internationale de ce type de performance), et le 4 mars de la même année (cette fois avec une Duc dite "profilée"), en ayant alors par deux fois pour pilote le comte Gaston de Chasseloup-Laubat, dans le parc  de la ville d'Achères. 
Il se suicide -probablement pour raisons financières- en utilisant le monoxyde de carbone, dans son bureau professionnel du 54 rue de Ponthieu, le jeudi 29 novembre 1906 avec son poêle à charbon dont il a bouché le tuyau de dégagement de la cheminée, non sans laisser une lettre pour son épouse. Ses obsèques ont lieu en l'église Saint-Philippe du Roule. 
Chevalier de la légion d'Honneur, il avait été Président de la chambre syndicale de l'automobile et Président du comité républicain du commerce et de l'industrie.
Son principal concurrent était la "Compagnie Parisienne des Voitures Électriques Système Kriéger" de l'ingénieur Louis Kriéger (1868–1951), en activité de 1897 à 1909.

Tableaux par Edgar Degas
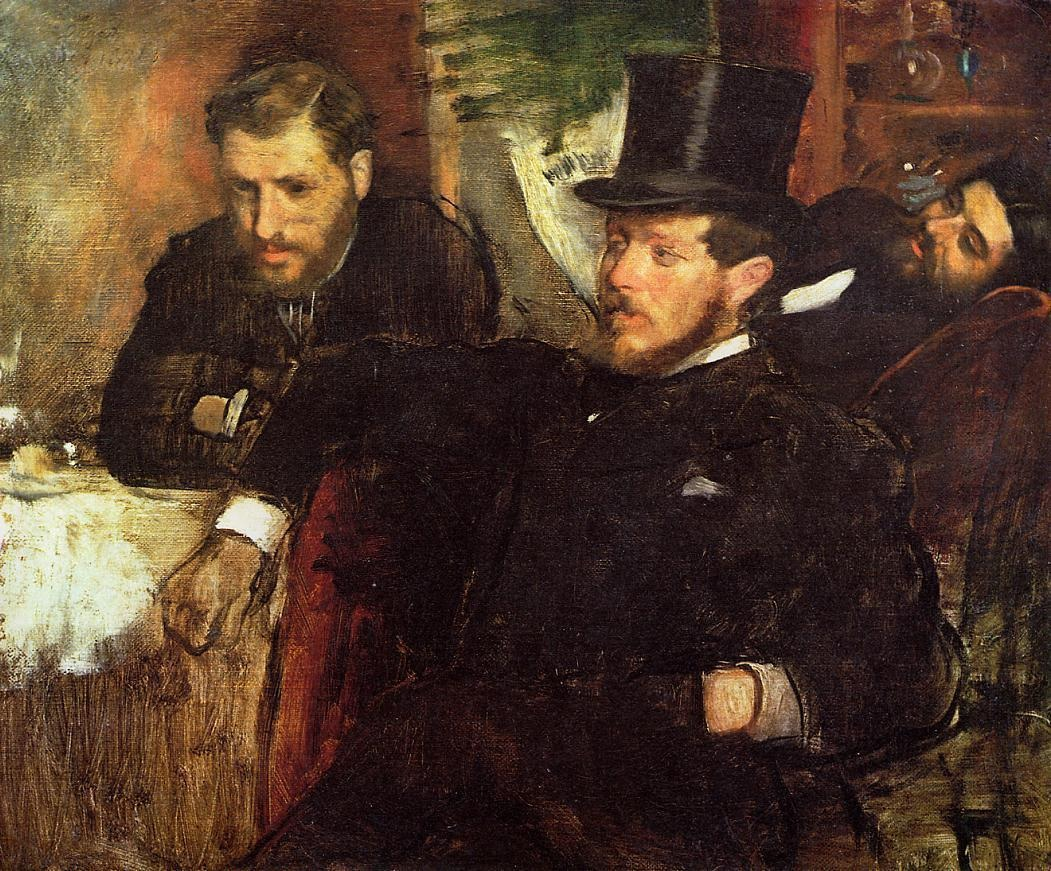
Jeantaud, Linet et Lainé, 1871 Musée d'Orsay, Paris
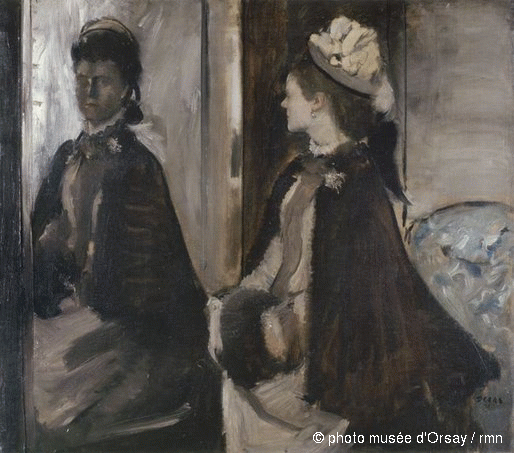
Madame Jeantaud au miroir, 1875 Musée d'Orsay, Paris

Le tableau avec Linet et Lainé faisait partie de sa collection et sa veuve le légua au Louvre en 1926.

## Notes et références

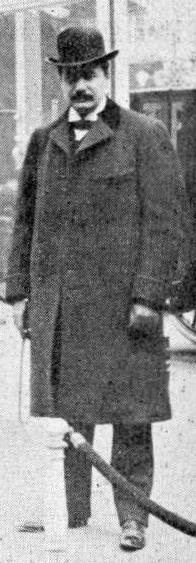
Louis Kriéger, le principal concurrent commercial de Jeantaud (en 1902).
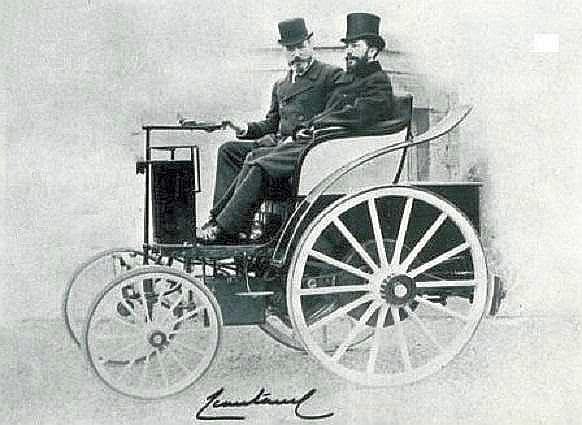
Charles Jeantaud de face, "à la manœuvre" sur Tilbury (1881).
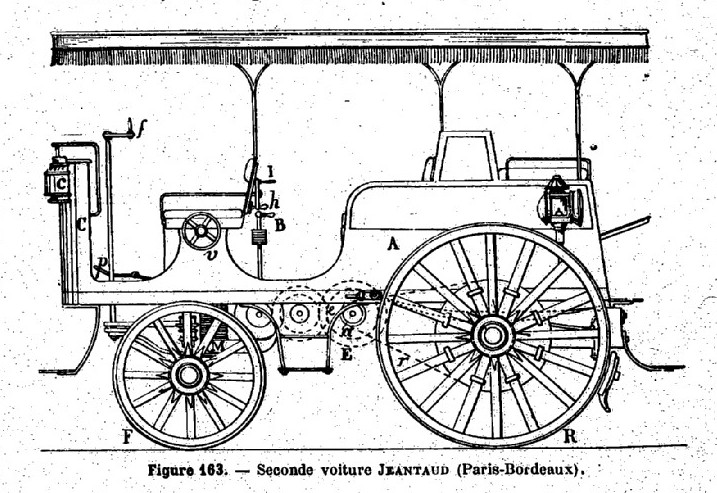
Schéma de la seconde de Voiture Jeantaud